# Stanowisko (wspinaczka)
Stanowisko we wspinaczce oznacza kilka punktów asekuracyjnych połączonych ze sobą tak, aby działały wielokierunkowo. Ma ono zapewniać maksimum bezpieczeństwa korzystającym z niego wspinaczom. Ze względu na pełnione funkcje stanowiska można podzielić na kilka kategorii:
 Stanowiska zjazdowe służą do wycofania się z drogi wspinaczkowej po jej ukończeniu. Umieszczane są na końcu drogi. Zazwyczaj (szczególnie w przypadku wspinaczki sportowej) są to 2 ringi lub (rzadziej) spity połączone wytrzymałym łańcuchem na który nawleczony jest metalowy pierścień - kolucho, przez które przewleka się linę w celu opuszczenia na ziemię bez pozostawiania w ścianie sprzętu. Jeżeli droga nie jest wyposażona w stałe stanowisko, można je zbudować samemu używając odpowiedniego sprzętu wspinaczkowego, którego jednak zazwyczaj nie da się potem odzyskać. Można również wykorzystać elementy naturalne - bloki skalne, drzewa itp. oplatając line zjazdową wokół nich. 
Stanowiska zjazdowe często, szczególnie w skałkach, wykorzystywane są do zawieszenia tzw. "wędki" - wspinaczki z górną asekuracją.
 Stanowiska asekuracyjne służą do zabezpieczenia osoby asekurującej wspinacza w trudnym terenie lub w ścianie. Mogą być konieczne jeżeli teren u podstawy ściany jest mocno nastromiony, droga wspinaczkowa zaczyna się na wąskiej półce skalnej itp. Ma ono za zadanie zapewnić bezpieczeństwo i poczucie pewności osobie asekurującej, aby mogła ona poświęcić całą swoją uwagę wykonywaniu właściwych czynności zabezpieczających partnera. 
 Stanowiska pośrednie są koniecznością przy wspinaczce wielowyciągowej - gdy droga jest dłuższa od długości używanej liny asekuracyjnej. Pozwalają one podzielić drogę na kilka etapów - wyciągów i zapewniają maksymalne bezpieczeństwo przebywającym na nich osobom. Powinny w miarę możliwości być umieszczane w wygodnych miejscach, np. półkach skalnych osłoniętych przed spadającymi kamieniami. Na różnych etapach wspinaczki wielowyciągowej są wykorzystywane jako stanowiska asekuracyjne lub stanowiska zjazdowe.
 Stanowiska wiszące to wszystkie stanowiska ulokowane w pionowym lub przewieszonym terenie, bez wygodnego oparcia w postaci półki skalnej, bez względu na sprawowaną funkcję.